# Jewgeni Karlowitsch Miller

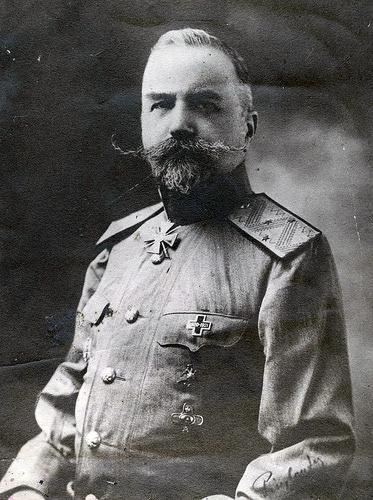
General Miller

Jewgeni Karlowitsch Miller (russisch Евгений Карлович Миллер, wiss. Transliteration Evgenij Karlovič Miller; * 25. Septemberjul. / 7. Oktober 1867greg. in Dünaburg; † 11. Mai 1939 in Moskau) war ein General der kaiserlich-russischen Armee, einer der Führer der Weißen im russischen Bürgerkrieg und ein Opfer des Stalinismus.

## Leben
Der Karriere-Offizier war Abkömmling einer deutsch-baltischen Familie in Lettgallen. Nach Absolvierung der Militärakademie diente er zunächst in der kaiserlichen Garde. Zwischen 1898 und 1907 wurde er als Militärattaché des Russischen Kaiserreichs in diverse europäische Hauptstädte entsandt, darunter Rom, Den Haag und Brüssel. Bei Ausbruch des Ersten Weltkrieges war er Stabsoffizier im Militärbezirk Moskau und kam in 5. Armee zur Front. In dieser Funktion erreichte er den Rang eines Generalleutnants. Vom 28. Dezember 1916 bis zum 6. August 1917 war er Kommandierender General des XXVI. Armeekorps im Baltikum.
Als er nach der Februarrevolution im Jahre 1917 den ihm unterstellten Soldaten das Tragen roter Armbinden verbieten wollte, weil er mit den Ideen der Revolution nicht konform ging, wurde er von den eigenen Männern verhaftet.
Nach der Oktoberrevolution floh Miller nach Archangelsk, wo er sich zum Generalgouverneur von Nordrussland ausrief und sich den Weißen anschloss. Im Mai 1919 ernannte ihn Admiral Koltschak, einer der Hauptführer der weißen Bürgerkriegspartei, zum kommandierenden General aller Einheiten der Weißen in Nordrussland. Seine Armee, mit der er die Städte Archangelsk, Murmansk und Olonez kontrollierte, wurde von Truppen der Entente unterstützt. Diese hauptsächlich britischen Einheiten wurden jedoch nach einem im Raum der nördlichen Dwina fehlgeschlagenen gemeinsamen Angriff auf die Rote Armee im Sommer 1919 abgezogen, so dass er den Bolschewiki nunmehr alleine begegnen musste.
Nachdem weiterer Widerstand gegen die Bolschewiken aussichtslos geworden war, floh Miller im Februar 1920 auf dem Eisbrecher Kosma Minin ins Exil nach Norwegen. Später zog er nach Frankreich und entfaltete von dort aus in Zusammenarbeit mit Großfürst Nikolaus und General Pjotr Nikolajewitsch Wrangel weiterhin gegen die Sowjetunion gerichtete Aktivitäten.
Von 1930 bis 1937 fungierte Miller als Vorsitzender der Union aller russischen Militäreinheiten im Exil. Am 22. September 1937 entführte ihn in Paris das NKWD und schleuste ihn in die Sowjetunion. Dort wurde er zum Tode verurteilt und am 11. Mai 1939 in Moskau erschossen. Sein Leichnam wurde eingeäschert und auf dem Donskoi-Friedhof in einem Massengrab bestattet. An der Entführung war Nikolai Wladimirowitsch Skoblin beteiligt, ein General der Weißen, der im Exil heimlich für die Sowjetunion arbeitete. Da Miller aufgrund des Verschwindens von Alexander Pawlowitsch Kutepow am 26. Januar 1930 in Paris vorsichtig geworden war und unmittelbar vor seinem Verschwinden eine Botschaft hinterlegt hatte, aus der hervorging, dass er sich zu einem konspirativen Treffen mit Skoblin verabredet hatte, musste dieser im September 1937 enttarnt aus Paris fliehen. Skoblins Frau wurde in Frankreich wegen Agententätigkeit zu 20-jähriger Haft verurteilt, in der sie nach drei Jahren verstarb.

## Nachleben
Die Entführungen Millers und sieben Jahre zuvor Kutepows durch sowjetische Agenten bildet den Hintergrund von Vladimir Nabokovs Erzählung Der Regieassistent (Помощник режиссёра) und des Films Triple Agent von Éric Rohmer aus dem Jahr 2004.